# Lasciate fare alle donne
Lasciate fare alle donne (Glückskinder ) è un film del 1936 diretto da Paul Martin

## Produzione
Il film fu prodotto dall'Universum Film (UFA).

## Distribuzione
Distribuito dall'Universum Film (UFA), in Germania il film fu presentato in prima il 18 settembre 1936.